# Municipio de San Juan Bautista Valle Nacional
El municipio de San Juan Bautista Valle Nacional es uno de los 570 municipios en que se encuentra dividido el estado mexicano de Oaxaca. Se encuentra en el norte del estado y su cabecera es la población de Valle Nacional.

## Geografía
El municipio de San Juan Bautista Valle Nacional se encuentra localizado en el norte del estado de Oaxaca, formando parte de la región de la Cuenca del Papaloapan y del distrito de Tuxtepec. Tiene una extensión territorial total de 686.634 kilómetros cuadrados que representan el 0.73% de la extensión total del estado. Es uno de los municipios más extensos territorialmente.
Sus coordenadas extremas son 17° 38' - 17° 57' de latitud norte y 96° 08' - 96° 31' de longitud oeste, y su altitud va de 0 a 3 000 metros sobre el nivel del mar.
Limita al norte con el municipio de San Lucas Ojitlán, al este con el municipio de Santa María Jacatepec, al sureste y sur con el municipio de Ayotzintepec y al sur con el municipio de Santiago Comaltepec y el municipio de San Pedro Yólox, y finalmente al oeste con el municipio de San Felipe Usila.

## Demografía
El municipio de San Juan Bautista Valle Nacional, de acuerdo con los resultados del Censo de Población y Vivienda llevado a cabo en 2010 por el Instituto Nacional de Estadística y Geografía, tiene una población total de 22 446 personas, de las que 10 688 son hombres y 11 758 son mujeres.
La densidad de población asciende a un total de 32.69 personas por kilómetro cuadrado.

### Localidades
El municipio incluye en su territorio un total de 70 localidades. Las principales, considerando su población del censo de 2010, son:
| Localidad                        | Población (2010) |
| -------------------------------- | ---------------- |
| San Juan Bautista Valle Nacional | 5 488            |
| Arroyo de Banco                  | 1 267            |
| Cerro Armadillo Grande           | 1 266            |
| Santa Fe y la Mar                | 1 115            |
| San Rafael Agua de Pescadito     | 842              |
| Paso Nuevo La Hamaca             | 773              |
| Cerro Marín (Monte Flor)         | 769              |
| La Gran Lucha                    | 553              |
| San Felipe de León               | 328              |
| Colonia Nuevo Valle Real         | 317              |
| Total municipio                  | 22 446           |

## Política
El gobierno del municipio de San Juan Bautista Valle Nacional es elegido mediante el principio de partidos políticos, como en la gran mayoría de los municipios de México. El gobierno le corresponde al ayuntamiento, conformado por el presidente municipal, un síndico y el cabildo integrado por seis regidores. Todos son elegidos mediante voto universal, directo y secreto para un periodo de tres años, que pueden ser renovables para un periodo adicional inmediato.

### Representación legislativa
Para la elección de diputados locales al Congreso de Oaxaca y de diputados federales a la Cámara de Diputados federal, el municipio de San Juan Bautista Valle Nacional se encuentra integrado en los siguientes distritos electorales:
Local:
- Distrito electoral local de 9 de Oaxaca, con cabecera en Ixtlán de Juárez.[4]

Federal:
- Distrito electoral federal 1 de Oaxaca, con cabecera en San Juan Bautista Tuxtepec.[5]